# Rullierinereis ancornunezi
Rullierinereis ancornunezi är en ringmaskart som beskrevs av Núñez och Alberto Brito 2006. Rullierinereis ancornunezi ingår i släktet Rullierinereis och familjen Nereididae. Inga underarter finns listade i Catalogue of Life.